# ماريو سيزار
ماريو سيزار (11 سبتمبر 1968 في البرازيل – )؛ هو لاعب كرة قدم سابق كان يلعب كلاعب وسط.